# NBBM
NBBM’s zijn Niet-begeleide buitenlandse minderjarigen. Momenteel wordt vaker de term NBMV gebruikt, voor Niet-begeleide minderjarige vluchteling. Dit zijn jongeren (werkelijke of veronderstelde leeftijd minder dan 18 jaar), die zonder begeleiding van ouders en op eigen houtje asiel komen aanvragen in België. Deze jongeren krijgen een ander asieltraject dan de volwassen asielzoekers.

## Voogdijdienst
Wanneer een NBBM in België aankomt en zich aanmeldt of in contact komt met de Dienst Vreemdelingenzaken (DVZ) of de politie worden ze geregistreerd en doorverwezen naar de eerste opvang, in de 1 van de 2 centra in Steenokkerzeel, een open OOC (Opvang en Oriëntatie Centrum) en/of een gesloten instelling.  Zo snel als mogelijk opent Fedasil een dossier en zorgt onmiddellijk voor meer gestructureerde opvang.  Er wordt contact gelegd met de dienst Voogdij van het Ministerie van Justitie, die op zijn beurt een voogd (iemand die het ouderlijk recht op zich neemt) zal aanstellen.  De diverse opvanginitiatieven zorgen, in overleg met de voogd - indien die reeds is aangesteld - voor een school.  Alle andere verplichtingen en administratieve beslommeringen dienen door de voogd te worden opgenomen.

## Opvang
Voor de eerste opvang worden deze jongeren door DVZ doorverwezen naar een van de twee centra Steenokkerzeel of Neder-over-Heembeek, waar er in elk 50 plaatsen ter beschikking zijn. Er wordt nagegaan of ze al dan niet minderjarig zijn en ze krijgen er een eerste medische, psychologische en sociale profielschets. Aan de hand van dit alles worden ze dan doorverwezen naar een aangepast opvangcentrum (federaal opvangcentrum van Fedasil, Rode Kruiscentrum of lokaal opvanginitiatief LOI) waar ze dan verblijven in aangepaste leefgroepen met opvoeders en begeleiders.

## Begeleid zelfstandig wonen
Tussen de periode van 17 en 18 jaar kunnen de jongeren aanspraak maken om bij een lokaal opvanginitiatief van begeleid zelfstandig wonen te genieten. Ze kunnen dit aanvragen na een periode van vier tot twaalf maanden na hun asielaanvraag.

## Einde opvangtraject
Deze jongeren mogen niet uitgewezen worden voor ze hun 18de levensjaar bereikt hebben. Ze krijgen recht op financiële steun van het OCMW als ze voor hun achttiende erkend worden als vluchteling of een verblijfsstatuut krijgen. Als er nog geen beslissing is over hun asielaanvraag op 18 jaar worden ze doorverwezen naar de opvangwerking voor volwassenen. Verliezen ze hun verblijfsvergunning na hun 18 jaar dan moeten ze het opvangnetwerk verlaten.